# 82-й судоремонтный завод
82-й судоремонтный завод — российское судоремонтное предприятие, расположенное в городе Мурманск. В настоящее время входит в состав компании «Роснефть».
Находится в микрорайоне Росляково, на мысе Чалмпушка между губой Рослякова и губой Чалмпушка.

## История
Предприятие создано в 1933 году как механическая мастерская Мурманского военного порта. С июня 1933, после покупки у судоверфи Северного тралового треста двух плавучих и мастерских и трёх плавучих барж общей площадью 1388 м2, механическая мастерская преобразована в плавучие судоремонтные мастерские Мурманского военного порта. С 1938 года — судоремонтные береговые мастерские технического отдела Северного флота; с 1944 — судоремонтные мастерские № 1079; с 1947 — судоремонтный завод № 82 Северного флота, с 1961 — воинская часть № 20213 Главного управления СРЗ ВМФ СССР; с 1992 — 82-й СРЗ; с 1994 — федеральное государственное унитарное предприятие; с 2010 — ОАО «82-й СРЗ», вошедший в состав ОАО «Объединённая судостроительная корпорация»; с 2015- АО «82-й СРЗ» в составе «Роснефти».
В 1980 году награждён переходящим Красным знаменем и памятным знаком «За трудовую доблесть» с занесением на Всесоюзную доску почёта на ВДНХ.
В 1980-х годах в Кольском заливе на северной оконечности мыса Чалмпушка шли подготовительные работы по строительству сухого дока для перспективного авианосца «Ульяновск», но первой очереди взрывных работ проект был остановлен.
В октябре 2001 года в плавучий док ПД-50 была заведена атомная подводная лодка К-141 «Курск».
До 2007 года на заводе эксплуатировался трофейный док «ПД-1» проекта фашистской Германии (1936 года постройки).
30 октября 2018 года ПД-50, один из крупнейших плавучих доков в мире, затонул при выводе из него авианесущего крейсера «Адмирал Флота Советского Союза Кузнецов». Корабль удалось вывести из дока и отбуксировать на акваторию 35-го судоремонтного завода (филиал «Звёздочки»).